# Tajwańska Giełda Papierów Wartościowych
Tajwańska Giełda Papierów Wartościowych (chiń. 臺灣證券交易所; ang. Taiwan Stock Exchange, TWSE) – giełda papierów wartościowych na Tajwanie; zlokalizowana w stolicy kraju – Tajpej. Powstała w 1961 roku.